# Jean Panhard
Jean Joseph Léon Panhard (* 12. Juni 1913 in Paris; † 16. Juli 2014 in Crécy-la-Chapelle (Département Seine-et-Marne), Frankreich) war ein französischer Ingenieur und Generaldirektor des Autoherstellers Panhard.

## Leben
Jean Panhard ist der Sohn von Paul Panhard, Neffe des Firmengründers René Panhard, und dessen Frau Marie, geborene Bonnel. Nach seiner Ausbildung zum Ingenieur an der École polytechnique in Paris war er ab 1937 Technischer Direktor, später bis zur vollständigen Übernahme durch Citroën im Jahr 1967 Generaldirektor des Autoherstellers Panhard & Levassor beziehungsweise Panhard nach dem Zweiten Weltkrieg.
Er war außerdem Vorsitzender des französischen Automobilhersteller-Verbands CCFA sowie von 1977 bis 1989 Präsident des ACF.

## Sonstiges
Nach ihm wurde der 2007 von CCAF und ACF gestiftete Preis Prix Jean Panhard Automobile et Société benannt, mit dem jährlich herausragende Forschungsarbeiten ausgezeichnet werden, die sich mit ökonomischen, historischen oder technisch bedingten Wechselwirkungen zwischen Automobil und Gesellschaft auseinandersetzen.